# Ethobunus ceriseus
Ethobunus ceriseus is een hooiwagen uit de familie Zalmoxioidae.